# Valverde (Catane)
Pour les articles homonymes, voir Valverde.
Valverde est une commune de la province de Catane en Sicile (Italie).

## Toponymie
Bedduvirdi en sicilien

## Administration
| Période                                  | Période  | Identité     | Étiquette | Qualité |
| ---------------------------------------- | -------- | ------------ | --------- | ------- |
| 27 mai 2003                              | En cours | Angelo Spina |           |         |
| Les données manquantes sont à compléter. |          |              |           |         |

### Hameaux
- frazione : Maugeri
- lieux-dits : Verdina, Belfiore, Carminello, Seminara, Fontana, Morgioni, Nìzzeti, Portiere Crocifisso

### Communes limitrophes
Aci Bonaccorsi, Aci Castello, Aci Catena, Aci Sant'Antonio, San Giovanni la Punta, San Gregorio di Catania